# XENON Dark Matter Search Experiment
Lo XENON Dark Matter Search Experiment (Esperimento XENON di ricerca della materia oscura) è un esperimento basato su  un rivelatore che utilizza come materiale bersaglio xeno liquido per cercare di rilevare particelle di materia oscura. 
Questo tipo di rivelatore è pensato per poter individuare le WIMP (Weakly interacting massive particles), ipotetiche particelle massicce poco interagenti. L'esperimento, installato presso i Laboratori Nazionali del Gran Sasso, è guidato da Elena Aprile, professoressa di astrofisica presso la Columbia University.

## Descrizione
Nella prima fase dell'esperimento il rivelatore era composto da 15 kg di xeno liquido ed ha operato alla ricerca di WIMP dal marzo 2006 fino all'ottobre 2007. Non sono state rilevate tracce di interazione con WIMP, i limiti della sezione d'urto WIMP-nucleone scendono fino a 10−43cm2 per una WIMP di massa di 30 GeV/c2.
La fase successiva dell'esperimento, XENON100, installato sempre presso i Laboratori Nazionali del Gran Sasso, impiega 150 kg di xeno liquido. Ci si attende di aumentare la sensibilità dell'esperimento di 50 volte rispetto al precedente.
Tra gli istituti che partecipano a XENON100 si annoverano:
- la Columbia University (USA)
- la Università Johannes Gutenberg di Magonza (Germania)
- i Laboratori Nazionali del Gran Sasso (Italia)
- il Max-Planck-Institut für Kernphysik (Germania)
- la Rice University (USA)
- la Shanghai Jiao Tong University (Cina),
- il SUBATECH, Università di Nantes (France),
- l'Università di Bologna e l'INFN di Bologna (Italia)
- l'Università della California, Los Angeles (USA)
- l'Università di Coimbra (Portogallo)
- l'Università di Munster (Germania)
- l'Università di Zurigo (Svizzera)
- il Weizmann Institute of Science (Israele)

## Esperimenti
- XENON10
- XENON100
- XENON1T (cominciato nel 2014, nel 2019 osserva il rarissimo fenomeno della doppia cattura elettronica trasformando lo xenon-124 in tellurio-124 [1]
- XENONnT (ancora in fase progettuale)